# Pademangan
Pademangan is een onderdistrict (kecamatan) van Jakarta Utara in het noorden van Jakarta, Indonesië. In het onderdistrict ligt ook Ancol, waarin veel parken en attracties gelegen zijn, zoals Seaworld en Dunia Fantasia.

## Verdere onderverdeling
Het onderdistrict Pademangan is verdeeld in 3 kelurahan:
1. Pademangan Timur, postcode 14410
2. Pademangan Barat, postcode 14420
3. Ancol, postcode 14430

## Bezienswaardigheden
- Ereveld Ancol, een begraafplaats voor gesneuvelde Nederlanders
- Taman Impian Jaya Ancol, een attractiepark
- De haven Sunda Kelapa